# Rezerwat przyrody Przylądek Rozewski
Przylądek Rozewski – krajobrazowy rezerwat przyrody na przylądku Rozewie. Administracyjnie leży na terenie miejscowości Jastrzębia Góra i Rozewie, w gminie Władysławowo, w powiecie puckim, w województwie pomorskim. Leży w granicach Nadmorskiego Parku Krajobrazowego oraz obszaru siedliskowego sieci Natura 2000 „Kaszubskie Klify” PLH220072.
Rezerwat „Przylądek Rozewski” utworzono w 1959 roku na powierzchni 12,15 ha. Według aktu powołującego celem ochrony jest zachowanie ze względów naukowych, dydaktycznych i krajobrazowych fragmentu wybrzeża klifowego porosłego lasem mieszanym z udziałem buka oraz w celu ochrony stanowiska jarzębu szwedzkiego (Sorbus intermedia).
Ochronie podlegają resztki buczyny pomorskiej (występują drzewa ponad dwustuletnie o obwodzie pnia dochodzącym do 3 m) na wysokim brzegu klifowym. Klif, utworzony w wyniku działalności abrazyjnej fal morskich, w latach 20. XX wieku został wzmocniony betonową opaską, co powstrzymało ten proces.
Stwierdzono występowanie na terenie rezerwatu 196 gatunków roślin naczyniowych, w tyle wielu podlegających ochronie takich jak: kukułka Fuchsa, wawrzynek wilczełyko, rokitnik zwyczajny, listera jajowata, gnieźnik leśny, jarząb szwedzki, centuria pospolita, turzyca piaskowa.
W 2000 r. został zatwierdzony plan ochrony rezerwatu, utracił on jednak ważność. Obecnie rezerwat nie posiada aktualnego planu ochrony ani zadań ochronnych.